# Hoffhorus cinereus
Genre
Espèce
Synonymes
- Novohorus cinereus Hoff, 1945

Hoffhorus cinereus, unique représentant du genre Hoffhorus, est une espèce de pseudoscorpions de la famille des Olpiidae.

## Distribution
Cette espèce est endémique de l'île de la Trinité à Trinité-et-Tobago.

## Description
Le mâle holotype mesure 1,85 mm et la femelle paratype 2,2 mm.

## Systématique et taxinomie
Cette espèce a été décrite sous le protonyme Novohorus cinereus par Hoff en 1945. Elle est placée dans le genre Hoffhorus par Heurtault en 1977.

## Étymologie
Ce genre est nommé en l'honneur de Clarence Clayton Hoff.

## Publications originales
- Hoff, 1945 : The pseudoscorpion subfamily Olpiinae. American Museum Novitates, no 1291, p. 1-30 (texte intégral).
- Heurtault, 1977 : Nouveaux caractères taxonomiques pour la sous-famille des Olpiinae (Arachnides, Pseudoscorpions). Note préliminaire. Comptes Rendus 3e Réunion des Arachnologistes d'Expression française, Les Eyzies, 1976, Académie de Paris, Station Biologique des Eyzies, p. 62-73.